# Mosteiro de São Pedro de Rocas

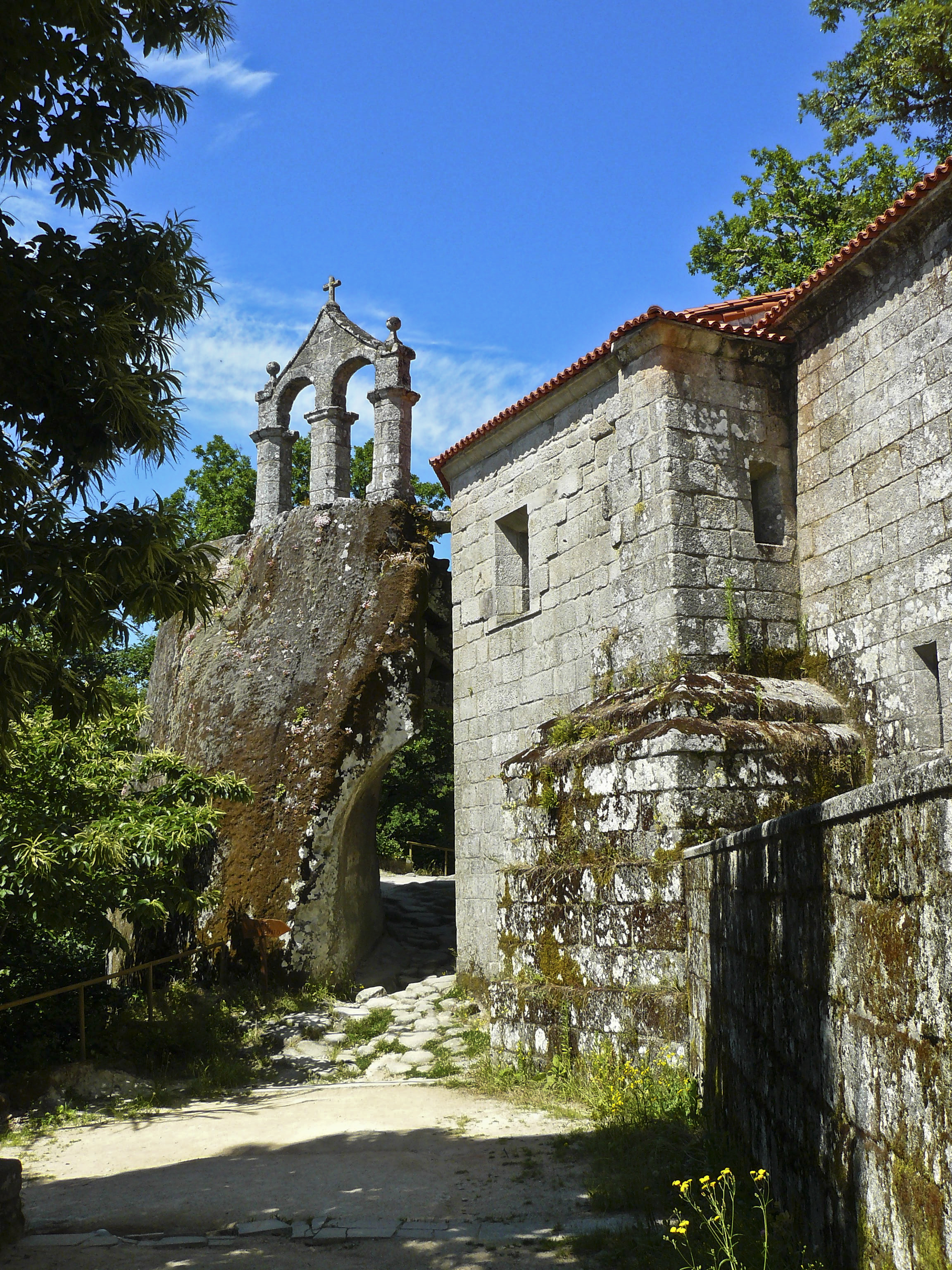
Mosteiro de San Pedro de Rocas.

A igreja Rupestre de San Pedro de Rocas, também conhecida como mosteiro de San Pedro de Rocas, é um antigo mosteiro e igreja de culto católico que já não é utilizado. Encontra-se na paróquia de Rocas, na localidade de Esgos, na província de Ourense, na Galiza, Espanha.
É o conjunto monástico mais antigo da Galiza e o único onde ainda se conserva parte da sua estrutura original, umas grutas artificiais escavadas na rocha que serviram de capela e cabeceira a uma igreja medieval. É um exemplo único de uma igreja rupestre escavada por baixo do monte Barbeirón.
Desde 1923 que o conjunto monástico de San Pedro de Rocas é considerado um Bem de Interesse Cultural dentro do catálogo de monumentos do património histórico de Espanha. Actualmente, embora já não seja utilizado para culto religioso, é uma das principais atracções turísticas da Ribeira Sacra e, no seu interior, acolhe um museu e um centro de interpretação da vida monástica na Ribeira Sacra. 

## História

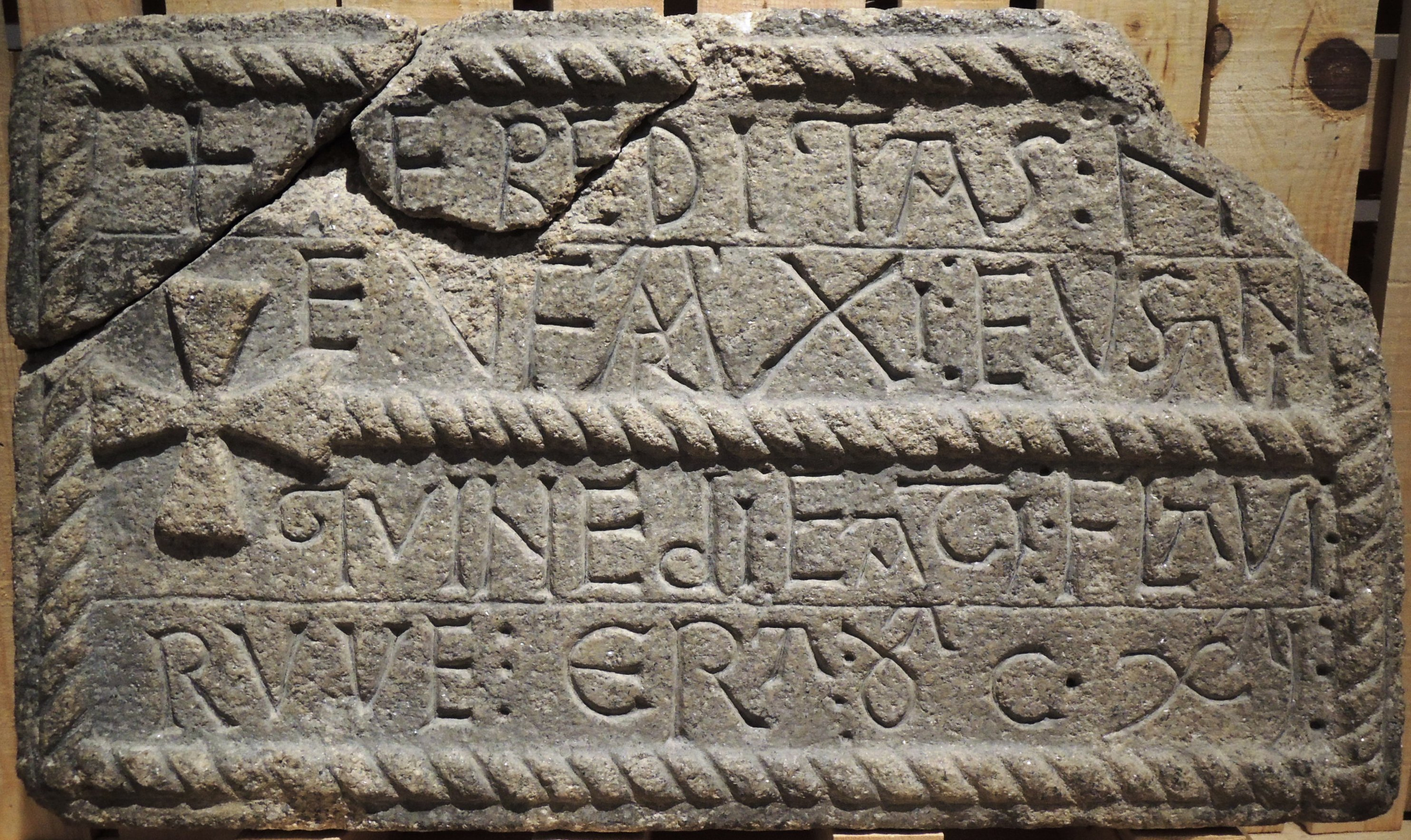
Lápide da fundação do mosteiro.

San Pedro de Rocas surgiu antes de 573, ano no qual, segundo consta numa inscrição encontrada numa lápide da igreja do mosteiro (lápide essa que se encontra no Museu Arqueológico Provincial de Ourense), cinco habitantes que lá viviam (Eufrásio, Eusanio, Quinedio, Eatio e Flavio) receberam algum tipo de herança. Está ligado ao evangelizador Martinho de Braga (também conhecido como Martinho de Dumio ou Martinho Dumiense) na época sueva. 
Em inícios do século VIII foi abandonado devido a ataques muçulmanos. Num documento datado de 1007, no qual constam os privilégios concedidos pelo rei Afondo V de Leão, é relatado que, no século IX, durante uma caçada, um cavaleiro chamado Gemodus encontrou as ruínas de um mosteiro ou as capelas escavadas no mesmo e que tanto ele como os seus companheiros decidiram ficar lá a viver como religiosos. Acredita-se que esta história se trata apenas de uma lenda.
Tal como acontece com a maioria dos mosteiros na região da Ribeira Sacra, a origem do mosteiro é eremítica e está associada ao início do culto do cristianismo na Galiza. A passagem da oração solitária (a vida de eremita) para a oração em comunidade (a vida cenobítica) é evidente neste local. Embora a vida monástica se tenha estabelecido, também existem vestígios de eremitas nos arredores de San Pedro de Rocas até ao século XV.
O rei Afonso III das Astúrias, o Magno, implementou a regra benedita e oferece ao mosteiro, já cenobítico, generosos donativos que os seus sucessores, Afonso V em 1007, Afonso VII, Fernando IV e Henrique III confirmaram e aumentaram.
No século XI, um incêndio destruiu grande parte do mosteiro que foi reconstruído com a ajuda do abade Aloito e da comunidade de Celanova. Em 1199, o mosteiro de San Pedro de Rocas tornou-se no priorato mais importante do mosteiro de São Salvador de Celanova, embora pareça que se tenha unido definitivamente a este mosteiro no século XV. Anteriormente, dependia do mosteiro de Santo Estêvão de Ribas de Sil.
Outro incêndio voltou a consumir o conjunto monástico em 1640. A reconstrução que se realizou na altura, colocou o mosteiro com o aspecto que tem actualmente, e este passou a ser uma casa paroquial depois de ser abandonado pelos monges.
Após a desamortização de Espanha em 1836, passou a ser uma paróquia que encerrou em inícios do século XX devido aos numerosos desabamentos que sofreu e a um terceiro incêndio. Foi cedido à "Ciudad de los Muchachos de Bemposta" que o recuperou um pouco. Em 1923, foi catalogado como bem de interesse cultural e foi colocado em marcha um plano para o seu restauro.

## Descrição
O conjunto monástico é composto pelo edifício da casa paroquial, a actual sede do centro de interpretação, pela igreja e por um antigo cemitério do século XIX que já não é utilizado. Junto ao edifício das dependências encontra-se a igreja, a verdadeira jóia deste conjunto, e, depois de passar por baixo de uma passagem natural que se encontra atrás do campanário, chega-se a um pequeno espaço através do qual se tem acesso ao cemitério.

### Casa paroquial

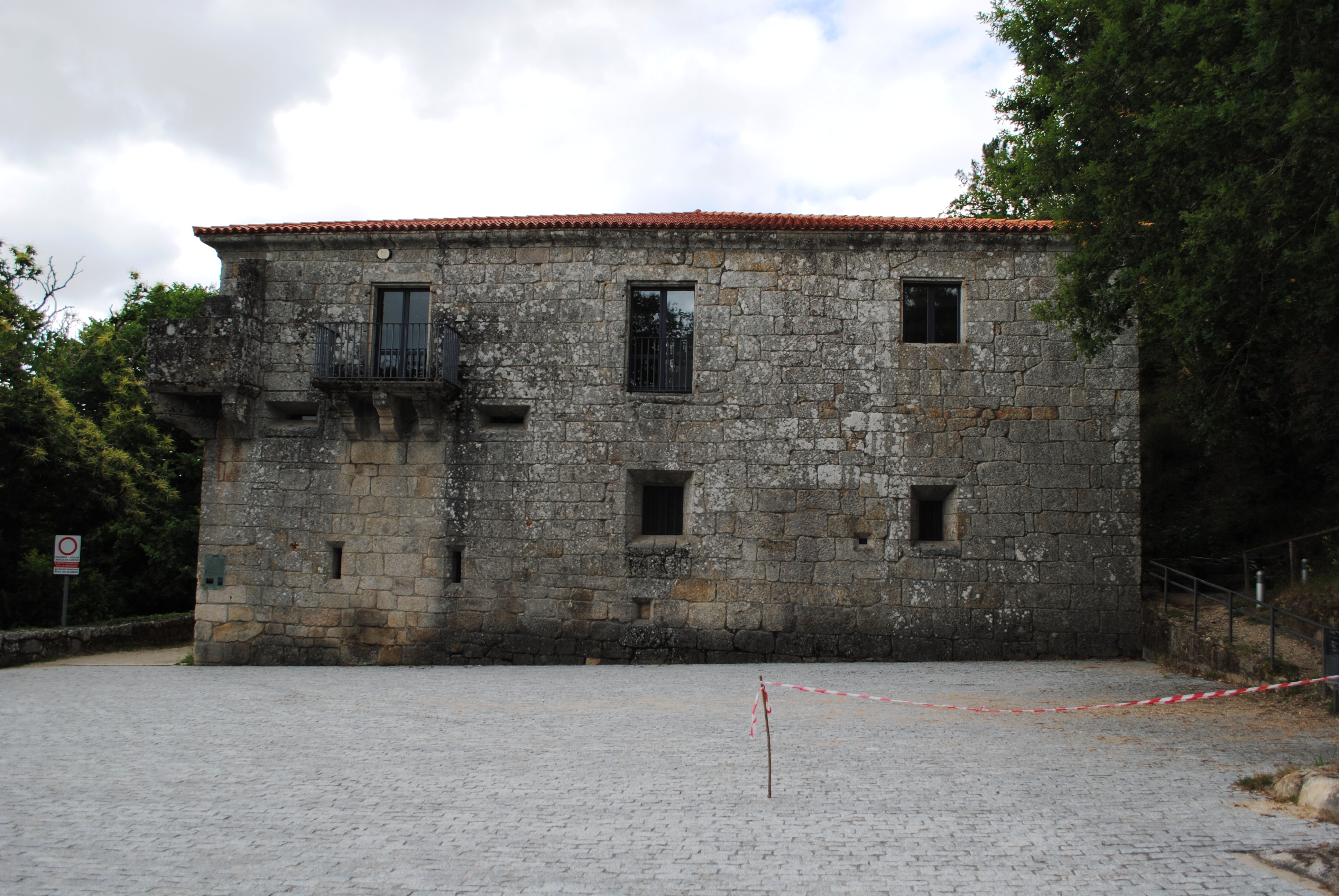
Fachada da casa paroquial.

A casa paroquial data do século XVII e trata-se de um edifício sóbrio de planta rectangular, construída com blocos de granito (com as pedras do antigo mosteiro), com varandas com grades de ferro que se apoiam em consolas barrocas típicas em duas das suas esquinas. No século XX, foram realizadas obras de reforma, nas quais foram acrescentadas algumas janelas e a porta de acesso.

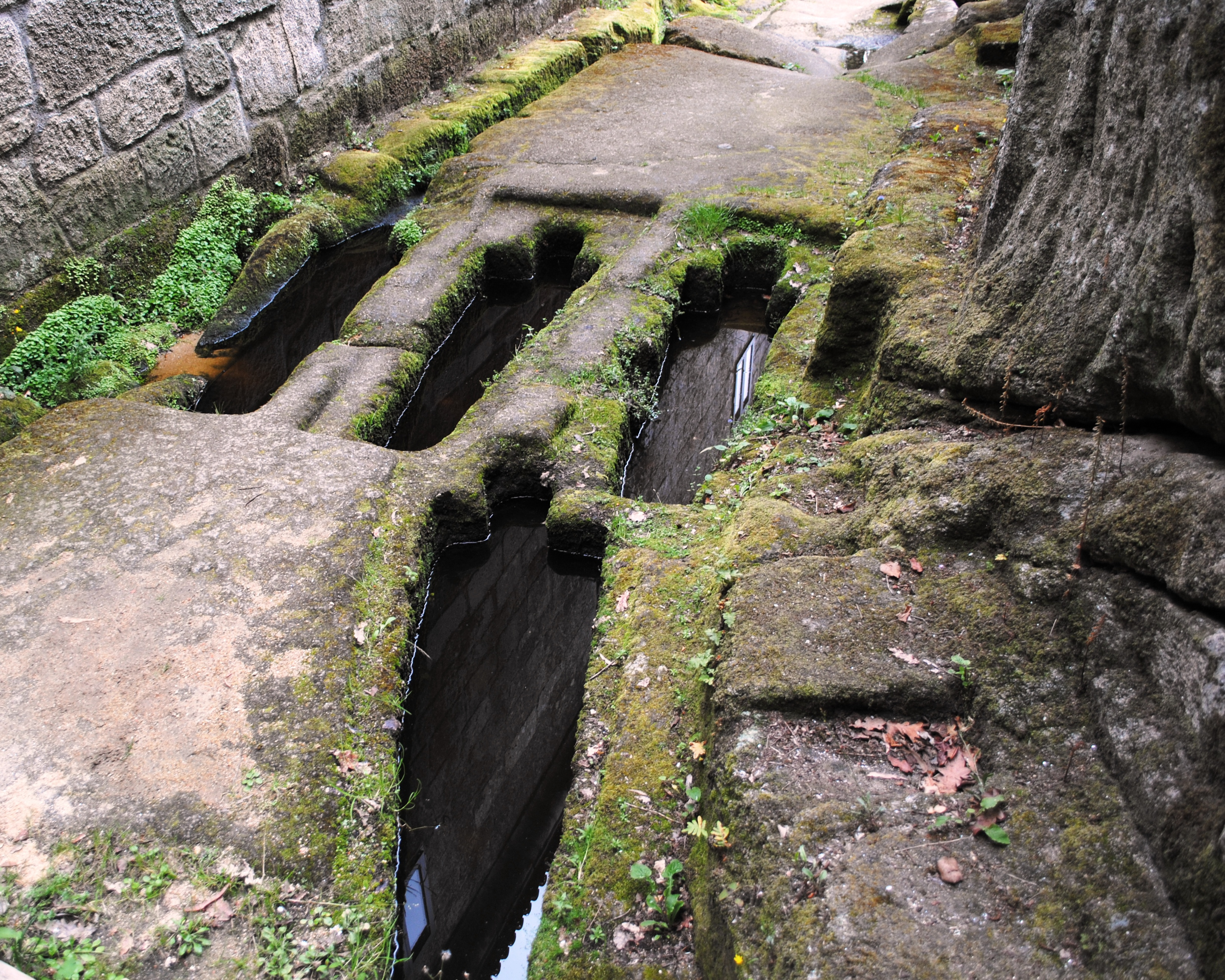
Sepulcros.

Entre a casa paroquial e a igreja, encontram-se oito sepulturas antropomórficas escavadas na rocha. As sepulturas estão viradas para sudoeste oeste, à excepção de uma delas, que está virada para norte. Uma das sepulturas tem uma cruz gravada e todas elas tem um rebaixe para encaixar a lápide sepulcral. Acredita-se que este local se encontrava inserido no antigo mosteiro, onde os monges realizavam os seus enterros.

### Igreja

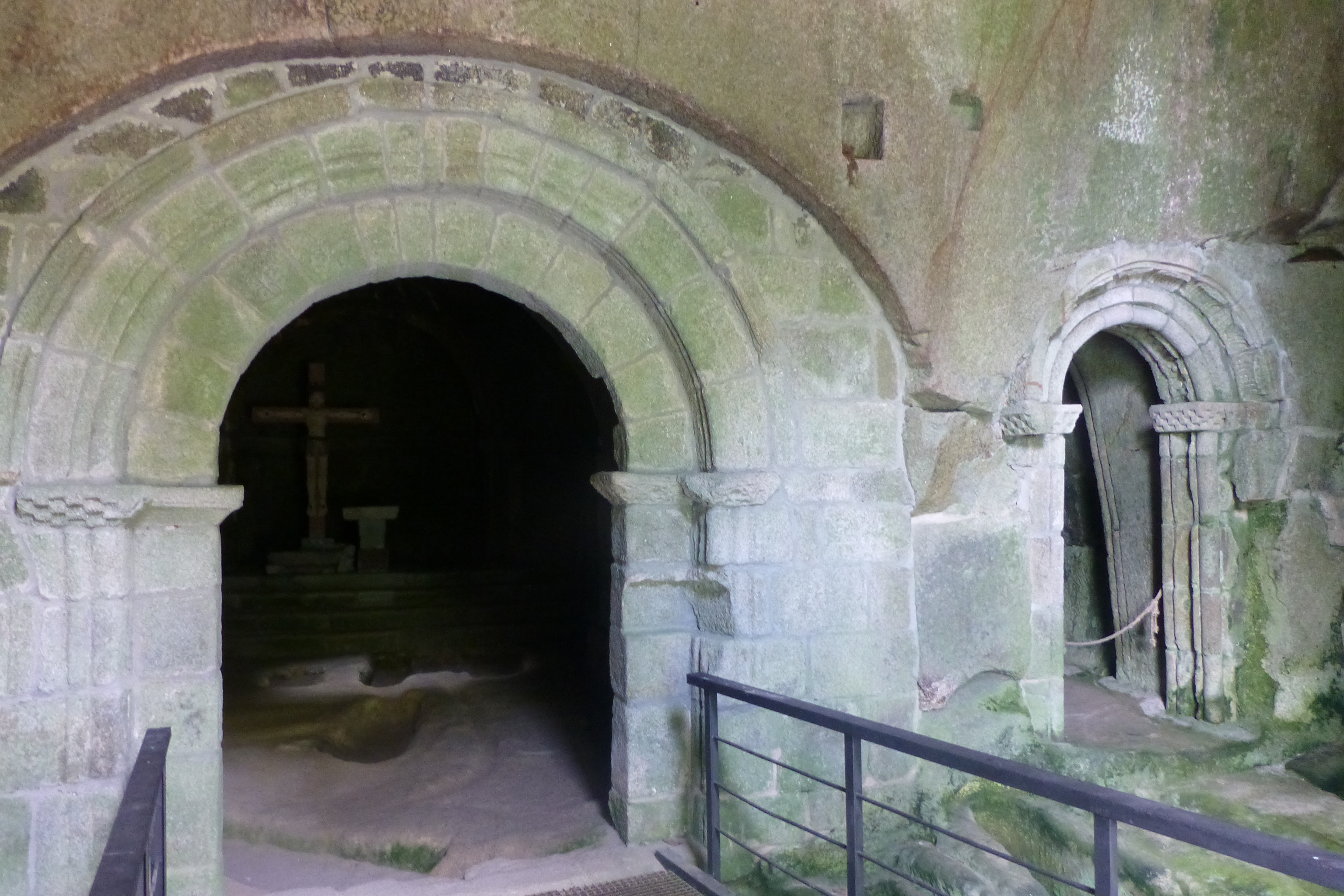
Entrada na nave central da igreja

A igreja, que data do século XII, tem as suas três naves e a cabeceira escavadas na rocha. Na verdade, as naves são capelas antigas, separadas por arcos (a da direita é diferente das outras duas e pode ter sido acrescentada posteriormente) que repousam em colunas cujos fustes e os capitéis foram talhados directamente na rocha. A nave central é mais larga do que as laterais. No chão, há cinco sepulturas, uma de elas com uma forma antropomórfica. No tecto, há um respiradouro onde entra a luz e o ar, como se fosse uma cúpula falsa iluminada. O tecto de todas as capelas imita uma abobada de meio canhão.
A cabeceira das naves é composta por absides em semicircunferência. No central, encontra-se o altar e, ao lado, existe uma reprodução de um cristo românico. Vários pontos das capelas estão decorados com nichos em arco de meio ponto. Sabe-se que a capela da direita era dedicada a são Antão do Deserto.
Na entrada das naves, encrostados na rocha, encontram-se dois sepulcros que uma lenda diz serem de Gondamáriz e de Oveco Seixas que morreram a lutar contra o rei Bermudo II. Esta parede é concluída com três cruzes de consagração.
Na capela da esquerda há um fresco do século XII (datado dos anos de 1175 e 1200) no qual aparecem os apóstolos em cima de um mapa mundial. Esta é a única representação românica conhecida de um mapa mundial. Acredita-se que nesta capela se encontre o túmulo do cavaleiro Gemondus, o refundador do convento. 
No século XV, foi construída uma nova nova rectangular que amplia as três naves, deixando a parede de pedra, onde estas se abrem como uma parede interior. No chão deste novo recinto, há várias sepulturas de diferentes épocas. No século XVI, a abóbada foi reforçada com um arco. Em 1936, uma planta superior feita em madeira foi destruída num incêndio. 

### Campanário

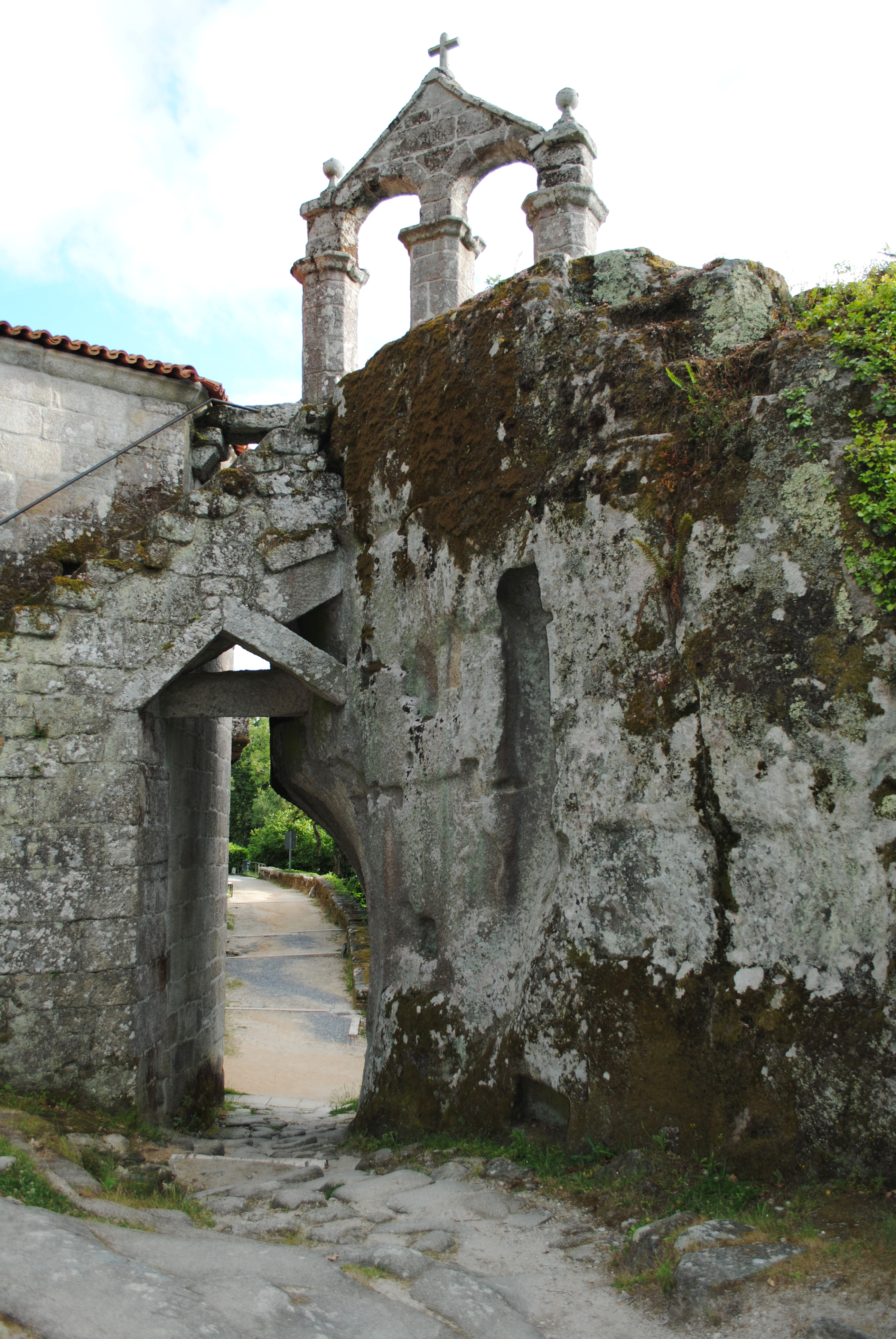
Campanário e escadas de acesso.

O campanário está rodeado por uma escadaria de dois ocos construída num arco de pedra natural de 14 metros de altura. Juntamente com o muro onde se abrem as naves escadas na rocha, este conjunto é uma das imagens mais singulares do mosteiro.
O campanário foi construído por Gonzalo de Penalva no século XV. Atrás do arco de pedra, existem umas escadas de pedra que permitem aceder ao campanário que já não tem sinos (foram levados para a igreja da Quinta del Monte).

### Cemitério antigo
Atrás da igreja, e atravessando o arco no qual o campanário está assente, é possível aceder ao lado direito do recinto do antigo cemitério paroquial, que foi utilizado até ao século XIX, e do qual resta apenas um conjunto de seis nichos já abertos. Neste solar, ficava a dependência do antigo conjunto do mosteiro medieval. Junto à entrada do cemitério começa uma calçada, que era a antiga entrada deste local, no qual se encontra a chamada de "Fonte de São Bento", ou São Benedito cujas águas, segundo a crença popular, curam as verrugas.

## Lendas
A fonte de São Bento não brota de uma nascente, mas sim graças à recolha de água sobre a ladeira através de uma formação natural. No entanto, por todo o território ocupado pelo mosteiro, existem canais escavados nas rochas que vão recolhendo água e chegam mesmo a passar entre as sepulturas. Este facto levou muitos a especular que existiu algum tipo de culto à água neste local.
As águas da fonte de São Bento têm a propriedade de curar as verrugas e, para isso, é necessário colocar a água sobre a zona afectada e rezar um Pai-Nosso.
Outra lenda diz que existe um túnel que se encontra obstruído por uma viga de ouro e, quem tentar ficar com ela, acaba transformado em alcatrão.
Também se conta que, neste mosteiro, se castigavam as mulheres pegadoras com a "pinga", ou seja, deixando cair uma gota de água muito lentamente e de forma constante até que elas ficassem loucas e morressem.